# Maxi-Basket
Maxi-Basket et MVP Basket sont des mensuels français consacrés au basket-ball.

## Historique
Maxi-Basket a été le premier mensuel spécialiste du basket-ball en France. Il est né en 1982, fondé par des journalistes manceaux. Le premier numéro verra sa couverture consacrée à Ed Murphy (É.-U., CSP Limoges). Dernier numéro en septembre 2012 (numéro 45).
Son « petit frère », MVP Basket, est quant à lui né en 1994, voulant surfer sur la vague du basket-ball américain qui planait en France grâce à l'effet Dream Team. En 2008 Basket News fusionne avec Maxi-Basket et MVP Basket.
BAM (Basket American News) et Maxi-Basket news ont été créés en octobre 2008.

## L'espritMaxi-Basket
Maxi-Basket est plutôt axé sur le basket-ball français mais ne se limite pas à ce terrain d'expression. En effet il évoque toute l'actualité du basket-ball européen, donne les principales actualités du côté de la NBA (et des ligues mineures) et raconte également ce qui se passe sur la planète basket.

## L'espritMVP Basket
MVP Basket était le pendant américain de Maxi-Basket. Il était entièrement consacré à l'actualité de la NBA, bien que n'hésitant pas à évoquer les nouvelles des ligues mineures aux États-Unis si besoin.

## Le référendum
Depuis sa création, Maxi-Basket organise ce qu'il appelle le référendum. Ainsi sont élus les meilleurs joueurs et joueuses de Pro A, Pro B et LFB de par un vote par leurs pairs.

## Mais aussi
La société éditrice de ces deux magazines a pensé également à se diversifier en proposant, par exemple, comme autres supports : Hand Action, Foot Actu (aujourd'hui disparu) et Allez Lyon (consacré à l'Olympique lyonnais).